# كاتارينا لازيتش
كاتارينا لازيتش مواليد 25 مايو 1980 في بلغراد، جمهورية يوغوسلافيا الاشتراكية الاتحادية، هي لاعبة كرة سلة صربية معتزلة. بدأت مسيرتها الاحترافية في سنة 1995. اعتزلت اللعب في 2002. لعبت مع نيويورك ليبرتي في الاتحاد الوطني لكرة السلة النسائية.

## روابط خارجية
- كاتارينا لازيتش على موقع الاتحاد الدولي لكرة السلة (الإنجليزية)
- كاتارينا لازيتش على موقع الاتحاد الوطني لكرة السلة النسائية (الإنجليزية)
- كاتارينا لازيتش على موقع بروبوليرز (الإنجليزية)
- كاتارينا لازيتش على موقع سبورتس رفرنس (الإنجليزية)